# Неа Коми (дем Места)
Неа Коми или Еникьой (на гръцки: Νέα Κώμη, до 1926 година Γενή Κιόι, Йени Кьой) е село в Гърция, дем Места (Нестос), административна област Източна Македония и Тракия.

## География
Разположено е северно до пътя Егнатия Одос и на около 18 km източно от Кавала, на надморска височина от 80 m.

## История

### В Османската империя
В XIX век е село в Саръшабанска каза на Османската империя. На австро-унгарската военна карта е отбелязано като Йеникьой (Jeniköj). Съгласно статистиката на Васил Кънчов („Македония. Етнография и статистика“) към 1900 година Ени Кьой е турско селище и в него живеят 220 турци.
Според гръцка статистика към 1911 година селото е изцяло мюсюлманско със 180 жители мюсюлмани.

### В Гърция
В 1913 година селото попада в Гърция след Междусъюзническата война. Според статистика от 1913 година има население от 182 души. През 20-те години на XX век турското му население се изселва по споразумението за обмен на население между Гърция и Турция след Лозанския мир и на негово място са заселени гърци бежанци, които в 1928 година са 33 семейства със 117 души, като селището е изцяло бежанско.
Българска статистика от 1941 година показва 253 жители.
По време на Гражданската война (1946 - 1949) в него са настанени много бежанци от околните села.
Населението традиционно отглежда тютюн, пшеница, като се занимава и със скотовъдство.
| Име              | Име           | Ново име      | Ново име    | Описание                           |
| ---------------- | ------------- | ------------- | ----------- | ---------------------------------- |
| Елманли          | Ἐλμανλῆ       | Мантрес       | Μάντρες     | бивше село, И от Неа Коми          |
| Дермен дере      | Ντερμὲν Ντερὲ | Принорема     | Πρινόρεμα   | река в Урвил                       |
| Ескикьой         | Ἐσκῆ Κίοϊ     | Палеа Коми    | Παλ. Κώμη   | бивше село, С от Неа Коми          |
| Ескикьойска река | Ἐσκή Κίοϊ     | Лигариес Рема | Λυγαριὲς Ρ. | река в Урвил, С от Неа Коми        |
| Кел тепе         | Κὲλ Τεπὲ      | Лофискос      | Λοφίσκος    | възвишение в Урвил, ЮЗ от Неа Коми |
| Кайник           | Καϊνίκ        | Оксиес        | Ὀξυὲς       | връх в Урвил, С от Неа Коми        |
| Мишелик          | Μισελίκ       | Дриотопос     | Δρυότοπος   | връх в Урвил, С от Неа Коми        |

Става част от тогавашния дем Саръшабан по закона Каподистрияс от 1997 година. С въвеждането на закона Каликратис в 2011 година, Неа Коми става част от дем Места. Според преброяването от 2001 година има 50 жители, а според преброяването от 2011 година има 63 жители.
| Година    | 1913 | 1920 | 1928 | 1940 | 1951 | 1961 | 1971 | 1981 | 1991 | 2001 | 2011 | 2021 |
| --------- | ---- | ---- | ---- | ---- | ---- | ---- | ---- | ---- | ---- | ---- | ---- | ---- |
| Население | 61   | 105  | 191  | 265  | 393  | 167  | 100  | 61   | 62   | 50   | 63   | 55   |